# Stanisław Rola
Stanisław Rola (ur. 28 stycznia 1957 w Warszawie) – polski lekkoatleta chodziarz, olimpijczyk.

## Osiągnięcia
Startował na mistrzostwach Europy w Pradze w 1978, gdzie był 16. w chodzie na 20 kilometrów oraz na igrzyskach olimpijskich w Moskwie w 1980, gdzie zajął 7. miejsce w chodzie na 50 kilometrów. Był także mistrzem Polski w chodzie na 20 km w 1982. Ustanowił rekord Polski w chodzie na nietypowym dystansie 30 km (2:20:48,9 s. w 1978). Trzy razy startował w Pucharze Świata w chodach.
Był zawodnikiem Polonii Warszawa, podopiecznym trenerów Mieczysława Długoborskiego i Eugeniusza Ornocha.

## Rekordy życiowe
- chód na 20 kilometrów – 1:24:39
- chód na 50 kilometrów – 3:54:42 (1 czerwca 1980, Podiebrady[1])